# La Bataille des pommes de terre
La Bataille des pommes de terre est un tableau du peintre surréaliste français Raoul Michau, peint en 1948 et conservé au musée national d’art moderne (MNAM, Centre Georges Pompidou) à Paris.

## Description
La peinture de Michau montre sous un ciel très nuageux, qui couvre environ les deux tiers supérieurs du tableau, un grand nombre de pommes de terre posées sur la terre dans un champ, desquelles se dressent des germes très allongés. 
Ces pousses rectilignes, dirigées vers le ciel, ressemblent à des bras tendus aux doigts écartés.
Au milieu des germes de pommes de terre, dans le tiers gauche du tableau, une hampe légèrement inclinée vers la gauche porte un morceau déchiré de tissu ou de papier qui flotte à la manière d'un drapeau sous un vent soufflant de gauche à droite
Un nuage sombre, ou des volutes de fumée, sur la droite au-dessus de l'horizon, rappelle la fumée sur un champ de bataille et renforce l'aspect dramatique de la scène.

## Histoire
L'artiste a fait don du tableau au couple Philling à Londres qui le donna en 1953 au Musée national d'art moderne de Paris où il se trouve aujourd'hui.
En 1968, une reproduction en couleur du tableau orne le roman de Curzio Malaparte, Kaputt. On y voit que le « drapeau » flottant au-dessus des pommes de terre n'est pas blanc comme sur les reproductions en noir et blanc, mais rouge.
En 1980, le tableau figure dans l'ouvrage de l'historien et critique d'art autrichien Wieland Schmied, Zweihundert Jahre phantastische Malerei (Deux cents ans de peinture fantastique).

## L'artiste
Raoul Michau, né le 12 mai 1897 à Tours, mort en 1981, a étudié entre autres à Shanghai. Parmi ses maîtres figure l'artiste russe Podgoursky. Michau a vécu pendant six ans en Chine, puis a fait le tour du monde avant de revenir s'installer en France en 1930. Il a exposé ses œuvres notamment au salon des surindépendants, au salon des indépendants, au salon d'automne et au salon des Tuileries. Une rétrospective de son travail a été exposée sous le titre de Raoul Michau dans différents musées en 1975 et 1976 (notamment musée Cantini, Marseille, avril-mai 1975, musée des beaux-arts de Tours, septembre-octobre 1975, musée d'art moderne de la Ville de Paris, novembre-décembre 1975). Plusieurs de ses œuvres figurent dans les collections du Centre Pompidou.